# Ledvinovec psí
Ledvinovec psí (Dioctophyme renale) je parazitická hlístice napadající ledviny a vůbec vylučovací soustavu savců. Obvyklými konečnými hostiteli jsou psi a norci, kteří se nakazí při konzumaci ryb. Jím způsobované onemocnění u savců je nazýváno dioktofymóza. Výskyt dioktofymózy u člověka je extrémně vzácný, ovšem bez léčení vede k destrukci ledviny. Léčba se provádí chirurgicky.
Ledvinovec psí se vyskytuje téměř celosvětově, jednou z výjimek je střední Evropa. Nelze však zcela vyloučit, že si pes přiveze nákazu z cest či že se sem dostane nakažené rybí maso. V listopadu 2014 se v České republice objevilo podezření na první případ dioktofymózy u člověka ve Střední Evropě.

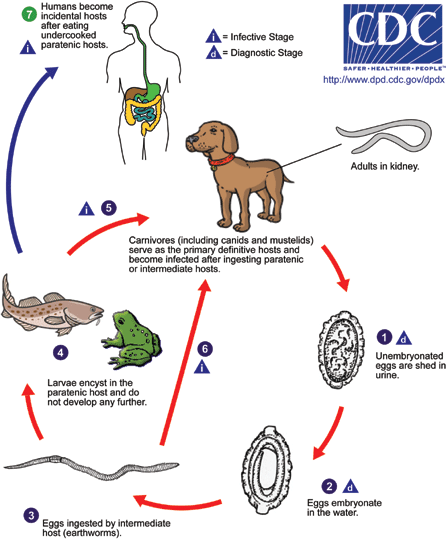
životní cyklus parazita